# Обикновена чернушка
Обикновена чернушка (Nigritella nigra, syn. Gymnadenia nigra) е вид ниска грудкова орхидея.

## Описание
Името си – и на латински, и на български – видът е получил заради наситено тъмночервения си цвят. Съцветието е многоцветно и гъсто, с дребни, цветове с приятен аромат. На височина стъблото достига от 5 до 30 cm и е догоре е облистено с голи листа. 

## Размножаване
Обикновената чернушка е растение, което се опрашва от различни насекоми, много от които – от разред Lepidoptera. Периодът на цъфтеж е между месеците юни и август. 

## Природозащитен статут
В България видът не е защитен.